# Liste de musées en Moldavie
Pour les autres articles nationaux ou selon les autres juridictions, voir Liste des musées par pays.
Cet article présente une liste non exhaustive de musées en Moldavie, classés par ville.

## Chisinau

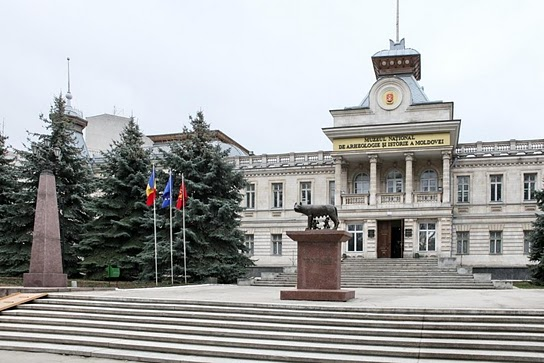
Le Musée national d'histoire de Moldavie en mai 2010.

- Musée et maison Alexandre Pouchkine
- Musée national d'archéologie et d'ethnographie (ro)
- Musée national d’art de Moldavie
- Musée national d'ethnographie et d'histoire naturelle
- Musée de la gloire du travail (Muzeul Gloriei de Muncă)
- Musée national d’histoire de Moldavie
- Musée de la littérature roumaine « Mihail Kogălniceanu » de Chisinau (ro)
- Musée de la mémoire nationale (en)
- Musée des pompiers (Muzeul Pompierilor)
- Musée des victimes du communisme (es)
- Musée du village de Chisinau

## Autres villes
- Musée et maison Igor Vieru au village de Cernolenco
- Musée Zamfirache Ralli de Dolna, dans le Raion de Strășeni
- Musée d'histoire et d'ethnographie de Bălți (ro) à Bălți
- Musée national d'histoire et d'ethnographie gagaouze (D. Cara-Ciobanu) au village de Besalma
- Musée du soldat roumain « mémoire » (ro) à Vărvăreuca (ro), Florești
- Musée des arts populaires au village de Ivancea
- Musée et maison Constantin Stamati à Ocnita
- Musée du complexe médiéval de la ville d'Orhei
- Forteresse de Soroca, à Soroca
- Musée et maison Alexei Mateevici au village de Zaim

## Transnistrie

### Tiraspol
- Butylka (en)
- Université d'État de Transnistrie
  - Musée d'histoire de l'université
  - Musée d'archéologie
  - Musée de zoologie
  - Musée de géologie et de paléontologie